# قلعه مارماریس
قلعه مارماریس (به انگلیسی: Marmaris Castle) در مارماریس ترکیه واقع شده است. این قلعه توسط سلیمان یکم در جریان لشکرکشی او به ردس بازسازی شد. این قلعه یکی از معدود قلعه‌های ترکیه است که دارای موزه نیز می‌باشد.
به گفته هرودوت مورخ یونانی، اولین دیوارهای شهر در مارماریس در ۳۰۰۰ سال قبل از میلاد ساخته شد، اگرچه تنها منبع مکتوب شناخته‌شده درباره ساخت قلعه سیاحت‌نامه اولیا چلبی است که توسط سیاح مشهور عثمانی، اولیا چلبی نوشته شده است. چلبی که در قرن هفدهم از موغله و اطراف آن بازدید کرده است، می‌گوید که سلطان سلیمان قبل از لشکرکشی به ردس دستور ساخت قلعه را صادر کرد و این قلعه به‌عنوان پایگاه نظامی ارتش عثمانی در طول این لشکرکشی بود.
بخش مهمی از قلعه در طول جنگ جهانی اول توسط یک کشتی جنگی فرانسوی ویران شد. زلزله ۱۹۵۷ فتحیه تقریباً به‌طور کامل شهر را ویران کرد. تنها قلعه و بناهای تاریخی اطراف قلعه آسیب‌ندیده باقی مانده است. تا سال ۱۹۷۹، مردم محلی در این قلعه ساکن بودند، قلعه‌ای که شامل ۱۸ اقامتگاه، یک فواره و یک آب‌انبار است. از سال ۱۹۷۹، کار بازسازی در قلعه ادامه دارد.
این قلعه در سال ۱۹۸۳ به‌عنوان یک بنای تاریخی ثبت شد و در سال ۱۹۹۱ به‌عنوان موزه افتتاح شد.